# Hands on Yello
Hands on Yello – kompilacja remiksów utworów szwajcarskiego zespołu Yello wydana 20 marca 1995 roku przez wytwórnię Urban. Autorami remiksów byli tak znani DJ-e jak: Carl Craig, Westbam, The Orb, Carl Cox i Moby. Grupa tych i ośmiu innych twórców muzyki techno i rave oddała Szwajcarom swoisty hołd, nagrywając tę płytę. Do dziś muzycy z grupy Yello są, zaraz po grupie Kraftwerk, uznawani za ojców muzyki techno.

## Lista utworów
1. Dr. Van Steiner (Cosmic Baby's Hands On Yello) (5:40)
2. Bostich (Westbam's Hands On Yello) (3:06)
3. Ciel Couvert (Jens' Hands On Yello) (5:17)
4. You Gotta Say Yes To Another Excess – Great Mission (Jam & Spoon's Hands On Yello) (3:58)
5. Crash Dance (Oliver Lieb's Hands On Yello) (5:50)
6. Vicious Games (The Grid's Hands On Yello) (4:44)
7. Oh Yeah (Plutone's Hands On Yello) (5:38)
8. Live At The Roxy (Ilsa Gold's Hands On Yello) (5:00)
9. I Love You (Hardsequencer's Hands On Yello) (5:34)
10. L'Hotel (Carl Cox's Hands On Yello) (5:04)
11. La Habanera (Carl Craig's Hands On Yello) (5:50)
12. Excess (The Orb's Hands On Yello) (5:39)
13. Lost Again (Moby's Hands On Yello) (6:04)